# Wheatfield (Oxfordshire)
Pour les articles homonymes, voir Wheatfield.
Wheatfield est une paroisse civile de l'Oxfordshire, en Angleterre.